# Leitrim (miasto)
Leitrim (irl. Liatroim) – wieś w hrabstwie Leitrim w Irlandii, położone nad rzeką Shannon.